# Vicente Mendiola Quezada
Vicente Mendiola Quezada (* 7. März 1900 in Chalco de Díaz Covarrubias; † 1986 in Mexiko-Stadt) war ein mexikanischer Architekt und Maler.

## Biografie
Mendiola Quezada, Sohn von Martiniano Mendiola Flores (1870–1954) und seiner Frau Raquel Quezada Fragoso, besuchte die Schule in Toluca und studierte von 1918 bis 1924 an der Escuela Nacional de Bellas Artes (ENBA) in Mexiko-Stadt.
Ab 1926 dozierte er an der ENBA, nach deren Aufgliederung lehrte er dann bis 1986 an der Escuela Nacional de Arquitectura (ENA) der Universidad Nacional Autónoma de México. Zudem war er emeritierter Meister der Universidad La Salle für Stadtplanung, Baugeschichte, Zeichnen und Entwurf. Ferner war er Mitglied der Gesellschaft mexikanischer Architekten (Sociedad de Arquitectos de México-SAM) sowie Gründungsmitglied des Kollegiums der Architekten von Mexiko-Stadt (Colegio de Arquitectos de la Ciudad de México-CAM) und der Sociedad Mexicana de Geografía y Estadística.
Mendiola Quezada wurde mehrfach für seine architektonischen und malerischen Arbeiten ausgezeichnet. Heute ist in Mexiko-Stadt eine Straße nach ihm benannt. In seiner Geburtsstadt erinnert ein Denkmal an ihn. Seine Tochter María Luisa Mendiola ist ebenfalls Architektin.

## Bauwerke (Auswahl)

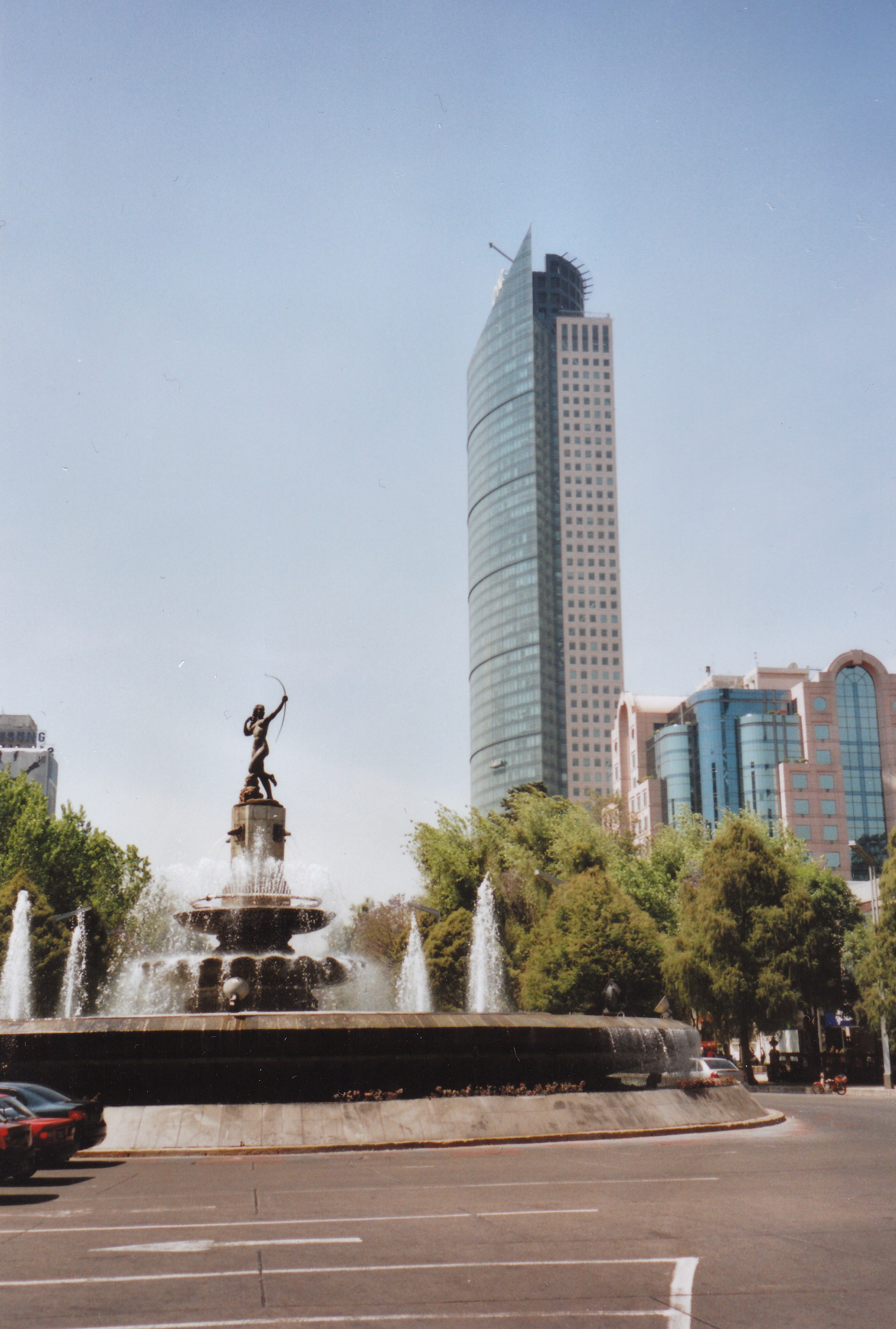
La Diana Cazadora-Brunnen, Mexiko-Stadt

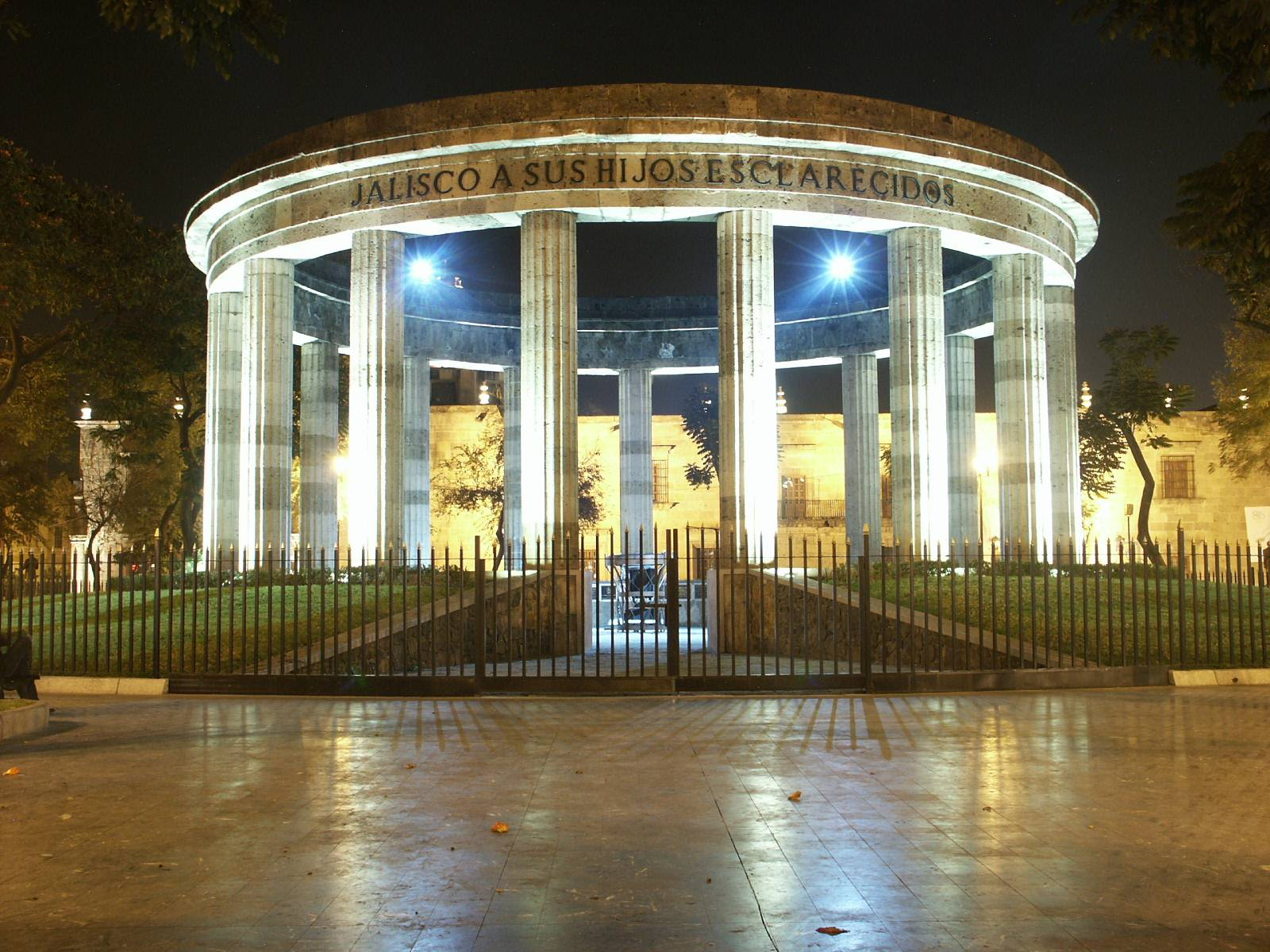
Rotonda de Los Hombres Ilustres, Guadalajara

- Regionale Landwirtschaftsschule, Tamatán, Tamaulipas und weitere fünf Schulen dieser Art
- Dienstgebäude der Polizei und Feuerwehr (Inspección de Policía y Bomberos), Mexiko-Stadt
- Turmrestaurierung am Castillo de Chapultepec (Projektierung und Ausführung)
- Organisation und Leitung des mexikanischen Pavillons bei der Weltausstellung in New York 1939
- La Diana Cazadora-Brunnen, Mexiko-Stadt mit Skulptur der Diana von Juan F. Olaguíbel (1896–1971)
- Restaurierung der Catedral de Toluca, Toluca
- Petroleumdenkmal in Mexiko-Stadt, errichtet zum Gedenken an die Enteignung des Petroleums (Expropiación petrolera) mit Skulpturen von Juan F. Olaguíbel (1896–1971). Vom Standpunkt des Betrachters aus gesehen hat der Bildhauer den Architekten links von der nackten Dame und sich selbst rechts von ihr verewigt.
- Umgestaltung der Bundesschatzkammer im Nationalpalast, Mexiko-Stadt (Bauleitung)
- Umgestaltung des Rundbaus der illustren Männer (Rotonda de Los Hombres Ilustres), Guadalajara
- Zivilkrankenhaus, Tampico (Entwurf im Jahr 1934)
- Restaurierung des Regierungspalasts, Mexiko-Stadt
- Restaurierung der Abgeordnetenkammer, Mexiko-Stadt
- Umgestaltung des Gemeindepalasts, Mexiko-Stadt
- Umgestaltung des Justizpalasts